# Зелений Гай (Степівська сільська громада)
Зелений Гай — село в Україні, у Степівській сільській громаді Миколаївського району Миколаївської області. Населення становить 445 осіб.